# Super Bowl Most Valuable Player Award

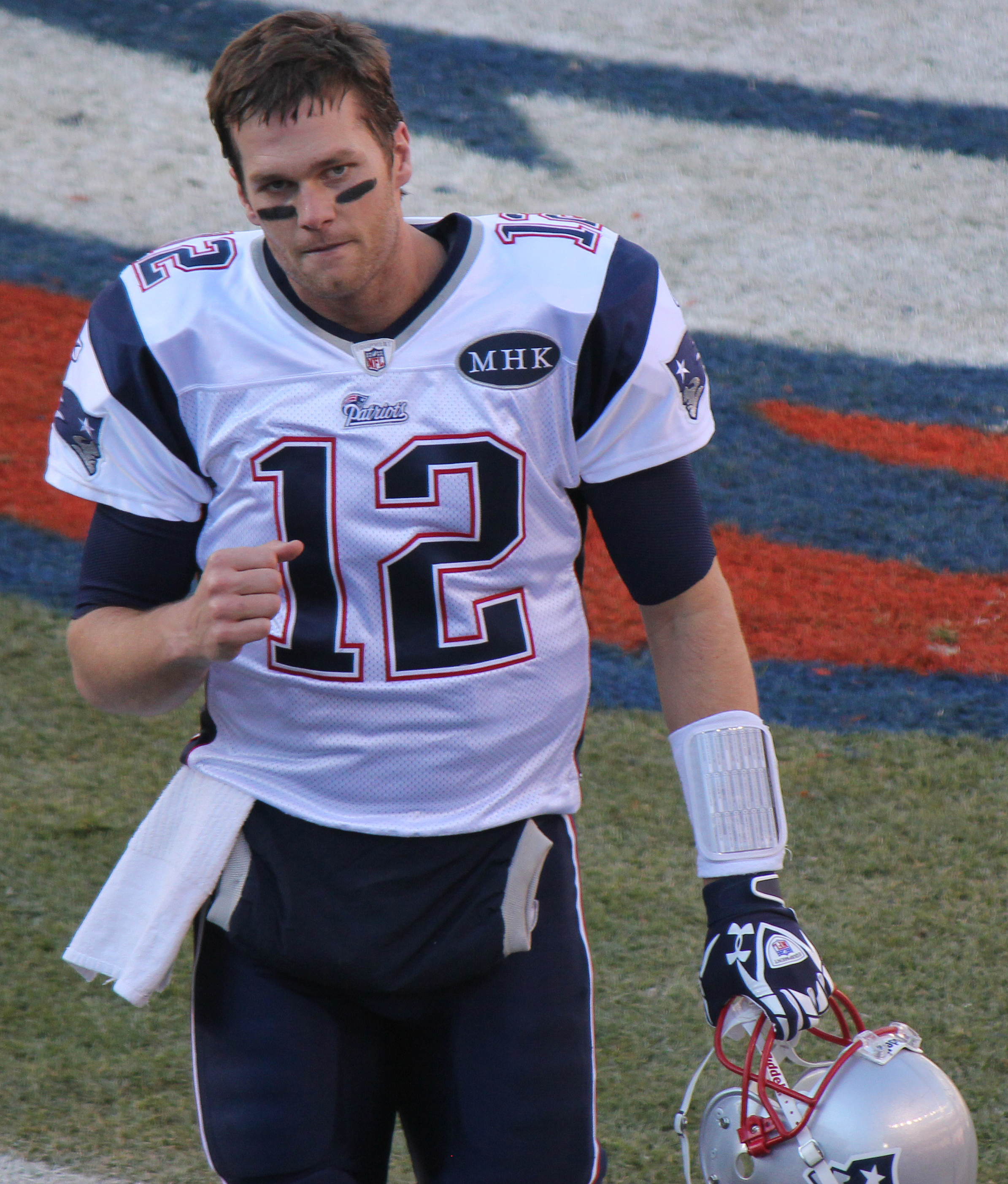
Tom Brady, joueurs des Patriots de la Nouvelle-Angleterre et des Buccaneers de Tampa Bay, recordman du nombre de trophées du Super Bowl MVP (5)

Le Super Bowl Most Valuable Player Award ou Super Bowl MVP est un trophée désignant chaque année le meilleur joueur (MVP) du Super Bowl de la National Football League (NFL).
Le gagnant est élu par les fans et par un panel de seize journalistes sportifs et diffuseurs de football américain. Le vote des fans existe depuis le Super Bowl XXXV ayant eu lieu en 2001.
Ces votes sont pris en compte à hauteur de 20 % du total des bulletins de vote, les 80 % restants étant attribués au groupe des 16 journalistes et diffuseurs.
Les fans peuvent voter sur Internet ou via leurs téléphone cellulaires.
Ce titre a été décerné annuellement depuis la création du Super Bowl en 1967. Jusqu'en 1989, il était présenté par le magazine SPORT (en). Bart Starr sera le premier joueur à recevoir le titre lors des deux premiers matchs. Depuis 1990, le trophée est présenté par la NFL. Lors du Super Bowl XXV, le premier trophée remis par le commissaire de la NFL, Pete Rozelle est décerné à Ottis Anderson.
La plupart des gagnants de ce trophée se sont vu offrir une voiture via divers sponsors.
Le quarterback Tom Brady est le recordman du nombre de trophées gagnés avec cinq victoires (quatre avec les Patriots de la Nouvelle-Angleterre et un avec les Buccaneers de Tampa Bay), dépassant les trois trophées gagnés par Joe Montana et Patrick Mahomes, et les deux remportés par Bart Starr, Terry Bradshaw et Eli Manning.
Le titre de MVP a toujours été attribué à un membre de l'équipe gagnante du Super Bowl sauf lors du Super Bowl V en 1971 lorsqu'il fut décerné au linebacker Chuck Howley des Cowboys de Dallas malgré la défaite contre les Colts de Baltimore.
À l'issue du Super Bowl XII, le titre est pour la seule fois de son histoire décerné à deux joueurs, Harvey Martin et Randy White.
La franchise ayant remporté le plus de titre est celle des Cowboys de Dallas (sept joueurs couronnés). C'est au poste de quarterback que le gagnant a remporté le plus de trophées (30 sur 55). Mark Rypien (né au Canada) et Hines Ward (né en Corée du Sud) sont les deux seuls joueurs né hors des États-Unis à l'avoir gagné.

## Palmarès

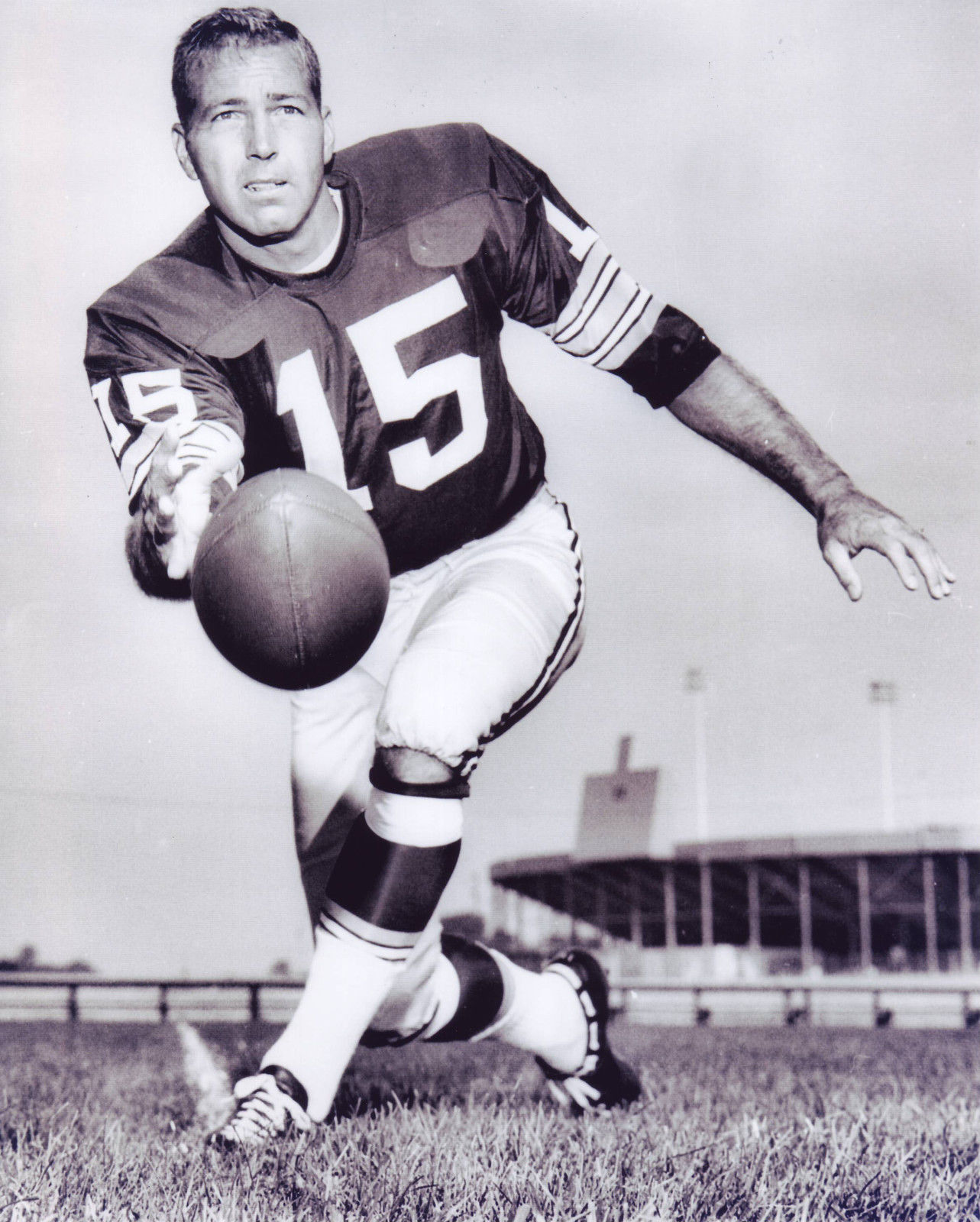
Bart Starr, MVP des Super Bowls I et II.

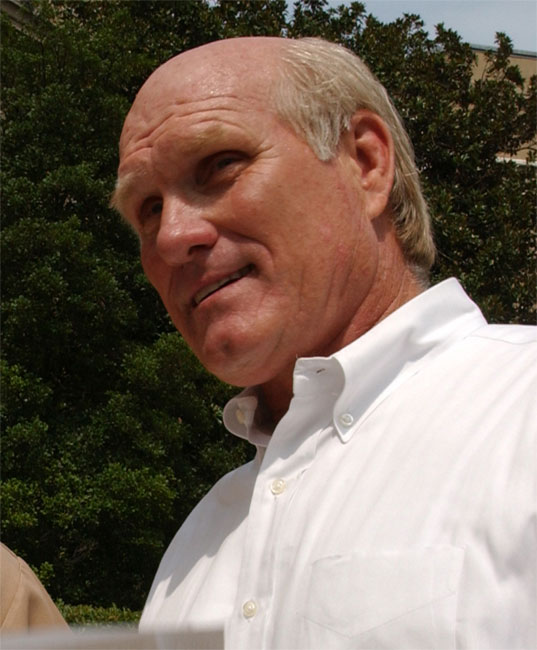
Terry Bradshaw, MVP des Super Bowls XIII et XIV.

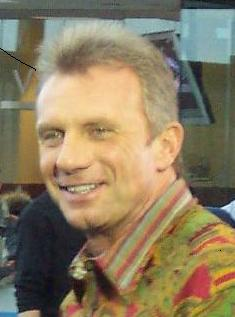
Joe Montana MVP du Super Bowl XVI et XIX.

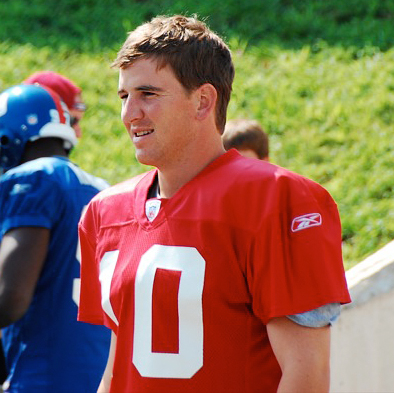
Quarterback Eli Manning MVP des Super Bowls XLII et XLVI avec les Giants de New York.

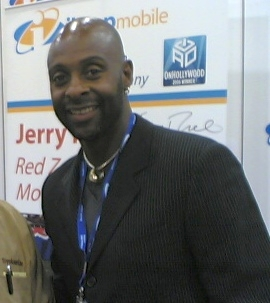
Jerry Rice, MVP du Super Bowl XXIII.

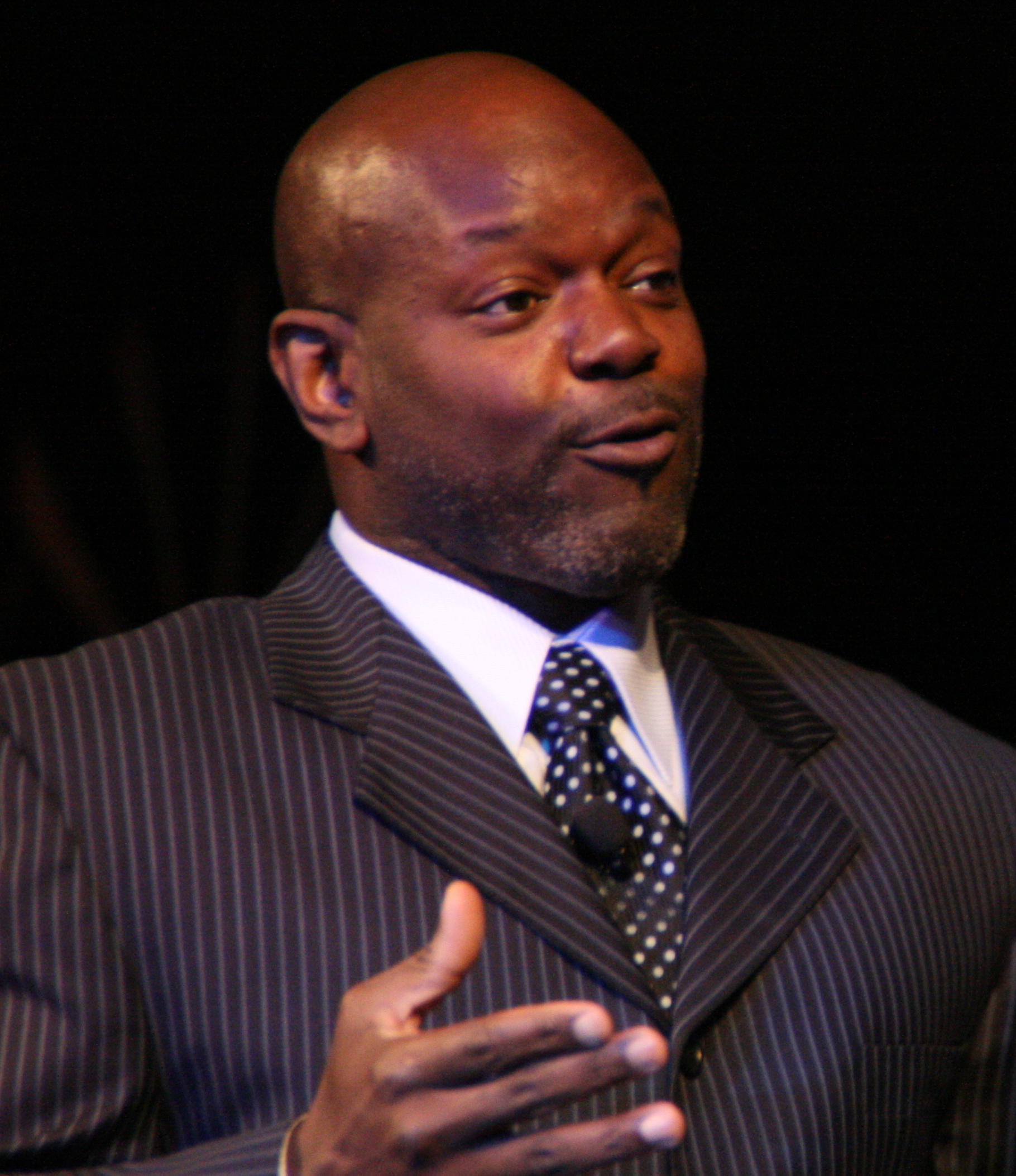
Emmitt Smith MVP du Super Bowl XXVIII avec les Cowboys de Dallas.

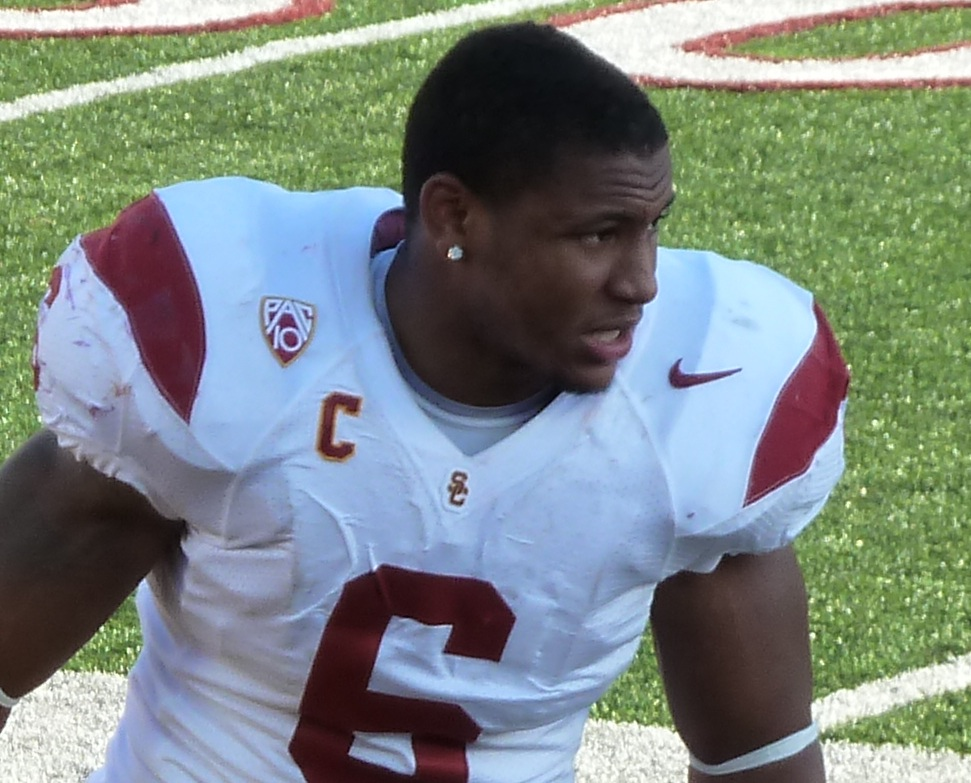
Malcolm Smith, MVP du Super Bowl XLVIII.

| #       | Signale un joueur encore actif en NFL                                |
| *       | Signale un joueur élu au Pro Football Hall of Fame                   |
| +       | Signale un joueur d'une équipe qui a perdu le Super Bowl en question |
| Nom (#) | Signale le nombre de fois où le joueur gagne ce trophée.             |

| Saison | Super Bowl | Récipiendaire         |       | Équipe                             | Position           |
| ------ | ---------- | --------------------- | ----- | ---------------------------------- | ------------------ |
| 1966   | I          | Bart Starr            | *     | Packers de Green Bay               | Quarterback        |
| 1967   | II         | Bart Starr            | (2) * | Packers de Green Bay               | Quarterback        |
| 1968   | III        | Joe Namath            | *     | Jets de New York                   | Quarterback        |
| 1969   | IV         | Len Dawson            | *     | Chiefs de Kansas City              | Quarterback        |
| 1970   | V          | Chuck Howley          | +     | Cowboys de Dallas                  | Linebacker         |
| 1971   | VI         | Roger Staubach        | *     | Cowboys de Dallas                  | Quarterback        |
| 1972   | VII        | Jake Scott (en)       |       | Dolphins de Miami                  | Safety             |
| 1973   | VIII       | Larry Csonka          | *     | Dolphins de Miami                  | Running back       |
| 1974   | IX         | Franco Harris         | *     | Steelers de Pittsburgh             | Running back       |
| 1975   | X          | Lynn Swann            | *     | Steelers de Pittsburgh             | Wide receiver      |
| 1976   | XI         | Fred Biletnikoff (en) | *     | Raiders d'Oakland                  | Wide receiver      |
| 1977   | XII        | Harvey Martin         |       | Cowboys de Dallas                  | Defensive end      |
| 1977   | XII        | Randy White           | *     | Cowboys de Dallas                  | Defensive tackle   |
| 1978   | XIII       | Terry Bradshaw        | *     | Steelers de Pittsburgh             | Quarterback        |
| 1979   | XIV        | Terry Bradshaw        | (2) * | Steelers de Pittsburgh             | Quarterback        |
| 1980   | XV         | Jim Plunkett          |       | Raiders d'Oakland                  | Quarterback        |
| 1981   | XVI        | Joe Montana           | *     | 49ers de San Francisco             | Quarterback        |
| 1982   | XVII       | John Riggins          | *     | Redskins de Washington             | Running back       |
| 1983   | XVIII      | Marcus Allen          | *     | Raiders de Los Angeles             | Running back       |
| 1984   | XIX        | Joe Montana           | (2) * | 49ers de San Francisco             | Quarterback        |
| 1985   | XX         | Richard Dent          | *     | Bears de Chicago                   | Defensive end      |
| 1986   | XXI        | Phil Simms            |       | Giants de New York                 | Quarterback        |
| 1987   | XXII       | Doug Williams         |       | Redskins de Washington             | Quarterback        |
| 1988   | XXIII      | Jerry Rice            | *     | 49ers de San Francisco             | Wide receiver      |
| 1989   | XXIV       | Joe Montana           | (3) * | 49ers de San Francisco             | Quarterback        |
| 1990   | XXV        | Ottis Anderson        |       | Giants de New York                 | Running back       |
| 1991   | XXVI       | Mark Rypien           |       | Redskins de Washington             | Quarterback        |
| 1992   | XXVII      | Troy Aikman           | *     | Cowboys de Dallas                  | Quarterback        |
| 1993   | XXVIII     | Emmitt Smith          | *     | Cowboys de Dallas                  | Running back       |
| 1994   | XXIX       | Steve Young           | *     | 49ers de San Francisco             | Quarterback        |
| 1995   | XXX        | Larry Brown           |       | Cowboys de Dallas                  | Cornerback         |
| 1996   | XXXI       | Desmond Howard        |       | Packers de Green Bay               | Kick/punt returner |
| 1997   | XXXII      | Terrell Davis         | *     | Broncos de Denver                  | Running back       |
| 1998   | XXXIII     | John Elway            | *     | Broncos de Denver                  | Quarterback        |
| 1999   | XXXIV      | Kurt Warner           | *     | Rams de Saint-Louis                | Quarterback        |
| 2000   | XXXV       | Ray Lewis             | *     | Ravens de Baltimore                | Linebacker         |
| 2001   | XXXVI      | Tom Brady             |       | Patriots de la Nouvelle-Angleterre | Quarterback        |
| 2002   | XXXVII     | Dexter Jackson        |       | Buccaneers de Tampa Bay            | Safety             |
| 2003   | XXXVIII    | Tom Brady             | (2)   | Patriots de la Nouvelle-Angleterre | Quarterback        |
| 2004   | XXXIX      | Deion Branch          |       | Patriots de la Nouvelle-Angleterre | Wide receiver      |
| 2005   | XL         | Hines Ward            |       | Steelers de Pittsburgh             | Wide receiver      |
| 2006   | XLI        | Peyton Manning        | *     | Colts d'Indianapolis               | Quarterback        |
| 2007   | XLII       | Eli Manning           |       | Giants de New York                 | Quarterback        |
| 2008   | XLIII      | Santonio Holmes       |       | Steelers de Pittsburgh             | Wide receiver      |
| 2009   | XLIV       | Drew Brees            |       | Saints de La Nouvelle-Orléans      | Quarterback        |
| 2010   | XLV        | Aaron Rodgers         |       | Packers de Green Bay               | Quarterback        |
| 2011   | XLVI       | Eli Manning           | (2)   | Giants de New York                 | Quarterback        |
| 2012   | XLVII      | Joe Flacco            |       | Ravens de Baltimore                | Quarterback        |
| 2013   | XLVIII     | Malcolm Smith         |       | Seahawks de Seattle                | Linebacker         |
| 2014   | XLIX       | Tom Brady             | (3)   | Patriots de la Nouvelle-Angleterre | Quarterback        |
| 2015   | 50         | Von Miller            |       | Broncos de Denver                  | Linebacker         |
| 2016   | LI         | Tom Brady             | (4)   | Patriots de la Nouvelle-Angleterre | Quarterback        |
| 2017   | LII        | Nick Foles            |       | Eagles de Philadelphie             | Quarterback        |
| 2018   | LIII       | Julian Edelman        |       | Patriots de la Nouvelle-Angleterre | Wide receiver      |
| 2019   | LIV        | Patrick Mahomes       |       | Chiefs de Kansas City              | Quarterback        |
| 2020   | LV         | Tom Brady             | (5)   | Buccaneers de Tampa Bay            | Quarterback        |
| 2021   | LVI        | Cooper Kupp           |       | Rams de Los Angeles                | Wide receiver      |
| 2022   | LVII       | Patrick Mahomes       | (2)   | Chiefs de Kansas City              | Quarterback        |
| 2023   | LVIII      | Patrick Mahomes       | (3)   | Chiefs de Kansas City              | Quarterback        |
| 2024   | LIX        | Jalen Hurts           | (1)   | Eagles de Philadelphie             | Quarterback        |

## Nombre de trophées

### Par joueur
| Joueur          | Position    | Total | Super Bowl                   |
| --------------- | ----------- | ----- | ---------------------------- |
| Tom Brady       | Quarterback | 5     | XXXVI, XXXVIII, XLIX, LI, LV |
| Patrick Mahomes | Quaterback  | 3     | LIV, LVII, LVIII             |
| Joe Montana     | Quarterback | 3     | XVI, XIX, XXIV               |
| Bart Starr      | Quarterback | 2     | I, II                        |
| Terry Bradshaw  | Quarterback | 2     | XIII, XIV                    |
| Eli Manning     | Quarterback | 2     | XLII, XLVI                   |

### Par équipe
| Équipe                             | Total |
| ---------------------------------- | ----- |
| Cowboys de Dallas                  | 7     |
| Patriots de la Nouvelle-Angleterre | 6     |
| Steelers de Pittsburgh             | 6     |
| 49ers de San Francisco             | 5     |
| Chiefs de Kansas City              | 4     |
| Giants de New York                 | 4     |
| Packers de Green Bay               | 4     |
| Broncos de Denver                  | 3     |
| Raiders d'Oakland / Los Angeles    | 3     |
| Commanders/Redskins de Washington  | 3     |
| Buccaneers de Tampa Bay            | 3     |
| Dolphins de Miami                  | 2     |
| Eagles de Philadelphie             | 2     |
| Ravens de Baltimore                | 2     |
| Rams de Saint-Louis                | 2     |
| Bears de Chicago                   | 1     |
| Colts d'Indianapolis               | 1     |
| Jets de New York                   | 1     |
| Saints de La Nouvelle-Orléans      | 1     |
| Seahawks de Seattle                | 1     |

### Par position
| Position             | Total |
| -------------------- | ----- |
| Quarterback          | 34    |
| Wide receiver        | 8     |
| Running back         | 7     |
| Linebacker           | 4     |
| Defensive end        | 2     |
| Safety               | 2     |
| Cornerback           | 1     |
| Defensive tackle     | 1     |
| Kick / punt returner | 1     |